# Influenza A subtipo H3N2
Influenza A subtipo H3N2  também conhecido como A (H3N2) é um subtipo de Influenzavirus A, e um dos subtipos de vírus que causa a influenza (gripe).  Os vírus H3N2 podem infectar aves e mamíferos. Em aves, humanos, e porcos, o vírus tem mutado em muitas cepas. O H3N2 é cada vez mais abundante em gripes temporais, que mata cerca de 36 mil pessoas nos Estados Unidos a cada ano. No Brasil, historicamente, o H3N2 é a segunda estirpe de vírus mais comum, depois do influenza H1N1, apesar de em 2017 ter representado o maior número de casos de gripe.

## Classificação
O H3N2 É um subtipo do gênero viral Influenzavirus A, que é uma causa importante da influenza humana.  Seu nome deriva das formas dos dois tipos de proteína na superfície do seu revestimento, hemaglutinina (H) e neuraminidase (N). Por rearranjo, o H3N2 troca genes para proteínas internas com outros subtipos de gripe.

## Propagação

### Hong Kong (1968–1969)

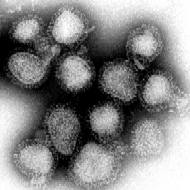
Os vírus da gripe que causaram a Gripe de Hong Kong (aumentados cerca de 100,000 vezes)

A "gripe de Hong Kong" foi uma pandemia de gripe com categoria 2 causado por uma cepa de H3N2 descendente do H2N2 por mudança antigênica, na qual genes de vários subtipos reassorizaram para formar um novo vírus. Esta pandemia de 1968 e 1969 matou um milhão de pessoas em todo o mundo.

### Austrália (2017–2018)
A "gripe australiana" ou "Australian Flu" já atingiu mais de 170,000 pessoas entre final de 2017 e início de 2018. A grande preocupação são também os casos consequentes que estão acontecendo na Europa (principalmente Reino Unido e Irlanda), devido aos viajantes que espalham o vírus. Por agora, não tem sido severamente letal, se conhecendo "apenas" 10 mortes.

### Brasil (2021–2022)
A gripe chegou ao país em dezembro de 2021, quando houve um crescimento excepcional de casos em 17 estados brasileiros. Próximo ao fim de 2021, o surto já havia se espalhado por todo o país, causando esgotamento de vacinas e de medicamentos, sobretudo nos primeiros dias de 2022.